# Josef Horky
Josef Horky (4. prosince 1828 Vídeň – 17. dubna 1909 tamtéž) byl rakouský architekt a pedagog.

## Život a dílo
V letech 1843-1847 vystudoval Polytechniku ve Vídni a jeden ročník školy architektury na Akademii výtvarných umění ve Vídni. V letech 1849-1853 pracoval nejprve na Generálním stavebním ředitelství a od roku 1856 u Moritze von Loehra jako inženýr v oddělení pozemních staveb c. a k. ministerstva obchodu, řemesel a veřejných budov.

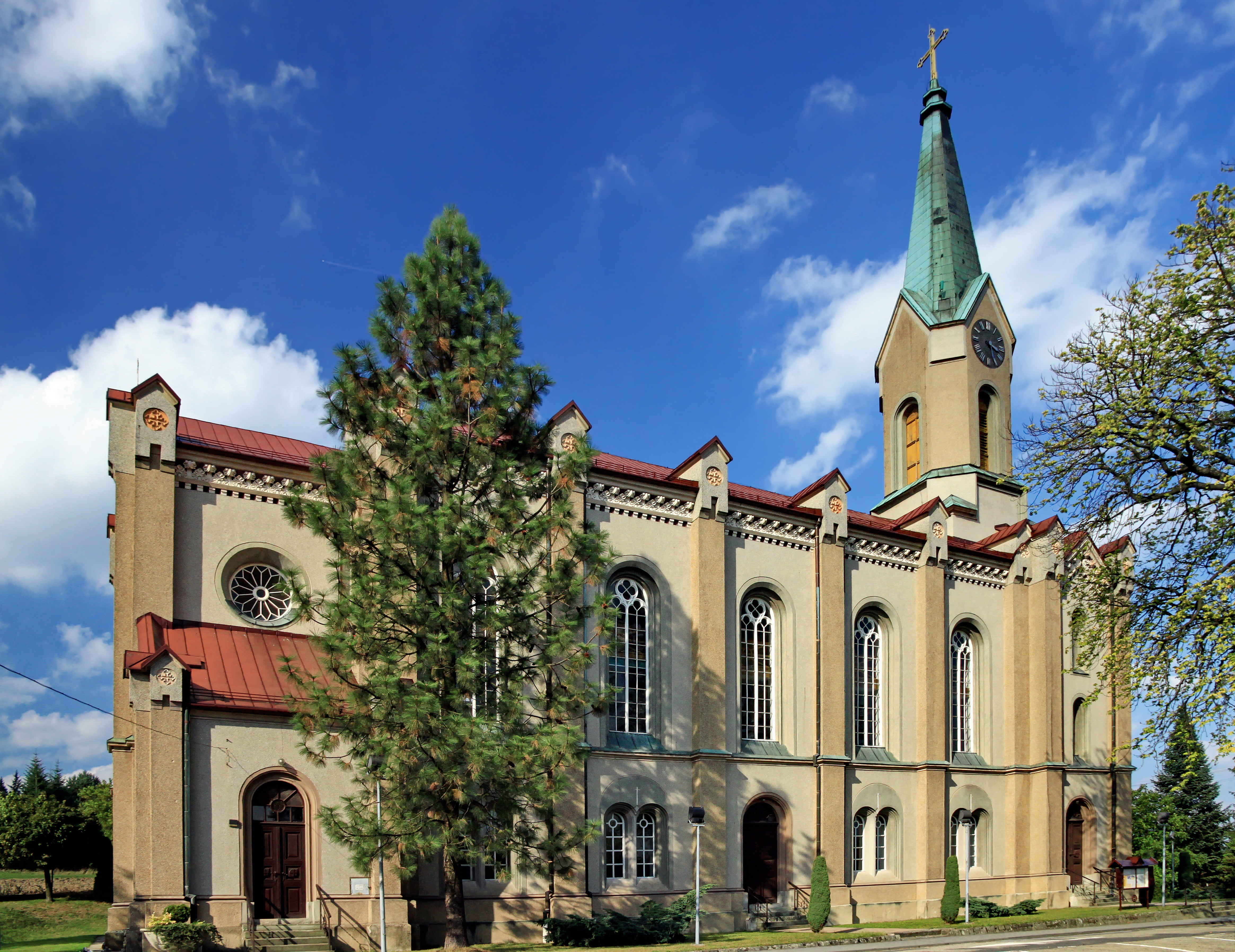
Kostel Nejsv. Trojice ve Skočově

Od roku 1859 se Horky jako soukromý architekt zapojil do výstavby vídeňské Ringstrasse. V roce 1860 vyhrál soutěž na stavbu nemocnice nadace arcivévody Rudolfa (Rudolf-Stiftung Krankenhaus) a v letech 1860–1860 ji ve spolupráci s Eduardem Kaiserem a Ludwigem Zettlem postavil (roku 19̟70 byla nahrazena novostavbou). Za zásluhy o výstavbu tohoto stavebního komplexu (nemocnice, klinika, kaple, lázně) byl vyznamenán zlatým Záslužným křížem s korunou císaře Františka Josefa I.
V letech 1863–1865 postavil v rakousko-slezském Skočově budovu evangelického kostela Nejsvětější Trojice.
V roce 1866 byl Horky jmenován profesorem pozemního stavitelství na Technické univerzitě ve Štýrském Hradci, kde ve školním roce 1871/1872 působil jako děkan inženýrské školy. V roce 1871 vyhrál architektonickou soutěž na stavbu nové univerzity, spolu s Johannem Wistem. Z celého rozsáhlého projektu této Univerzity Karla Franzense byly realizovány pouze ústavy pro fyziku a chemii.
V letech 1870–1872 bylo podle jeho plánů postaveno reálné gymnázium (Peraugymnasium) ve Villachu, a střední škola v Hartbergu.
V roce 1872 Horky kvůli přepracovanosti rezignoval na učitelské místo ve Štýrském Hradci a obnovil je až v roce 1883. V roce 1885 přesídlil zpět do Vídně, kde v roce 1909 ve věku 80 let zemřel.